# Plohl
Plohl je priimek več znanih Slovencev:
- Darko Plohl, agronom
- Feliks Plohl, kriminalec, zapornik in pisatelj
- Franc Plohl, kulturni organizator v Rogaški Slatini (Festival šansona)
- Igor Plohl (*1979), pisatelj, geograf in sociolog
- Martina Plohl, profesionalna plesalka, plesna trenerka in koreografinja
- Miran Plohl (*1961), mistik
- Miroslav Plohl (1881—1939), elektrotehnik, univerzitetni profesor v Zagrebu
- Nejc Plohl, psiholog
- Rihard Plohl (1846—?), zbiralec ljudskega blaga, prof.
- Stane Plohl, policist in veteran vojne za Slovenijo
- Zoran Plohl (*1979), plesalec
- Zvonko Plohl (*1973), igralec namiznega tenisa